# Mexico, Pampanga

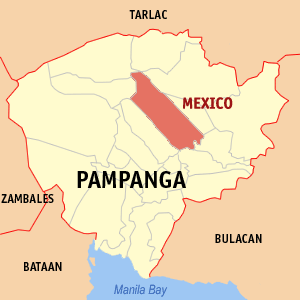
Bản đồ Pampanga với vị trí của Mexico

Mexico là một đô thị hạng 1 ở tỉnh Pampanga, Philippines. Theo điều tra dân số năm 2000, đô thị này có dân số 109.481 người trong 20.382 hộ. 

## Hanh chinh
Mexico được chia ra 43 barangay.
| - Acli - Anao - Balas - Buenavista - Camuning - Cawayan - Concepcion - Culubasa - Divisoria - Dolores (Piring) - Eden - Gandus - Lagundi - Laput - Laug | - Masamat - Masangsang (Sto. Cristo) - Nueva Victoria - Pandacaqui - Pangatlan - Panipuan - Parian - Sabanilla - San Antonio - San Carlos - San Jose Malino - San Jose Matulid - San Juan - San Lorenzo | - San Miguel - San Nicolas - San Pablo - San Patricio - San Rafael - San Roque - San Vicente - Santa Cruz - Santa Maria - Santo Domingo - Santo Rosario - Sapang Maisac - Suclaban - Tangle (Tanglay) |